# Бишоф, Том
Том Би́шоф (нем. Tom Bischof; родился 28 июня 2005) — немецкий футболист, полузащитник клуба «Бавария».

## Клубная карьера
До 2015 года выступал за молодёжную команду клуба «Аморбах», после чего присоединился к футбольной академии «Хоффенхайма». В январе 2022 года подписал с клубом контракт до 2025 года. В основном составе «Хоффенхайма» дебютировал 19 марта 2022 года в матче немецкой Бундеслиги против берлинской «Герты».
Летом 2025 года перешёл в состав «Баварии».

## Карьера в сборной
Выступал за сборные Германии до 16, до 17, до 18, до 19 и до 20 лет.

## Статистика выступлений
| Выступление      | Выступление      | Выступление      | Лига | Лига | Кубки | Кубки | Еврокубки | Еврокубки | Итого | Итого |
| Клуб             | Лига             | Сезон            | Игры | Голы | Игры  | Голы  | Игры      | Голы      | Игры  | Голы  |
| ---------------- | ---------------- | ---------------- | ---- | ---- | ----- | ----- | --------- | --------- | ----- | ----- |
| Хоффенхайм       | Бундеслига       | 2021/22          | 1    | 0    | 0     | 0     | 0         | 0         | 1     | 0     |
| Хоффенхайм       | Бундеслига       | 2022/23          | 11   | 0    | 3     | 0     | 0         | 0         | 14    | 0     |
| Хоффенхайм       | Бундеслига       | 2023/24          | 13   | 0    | 1     | 0     | 0         | 0         | 14    | 0     |
| Хоффенхайм       | Бундеслига       | 2024/25          | 31   | 5    | 2     | 0     | 8         | 1         | 41    | 6     |
| Хоффенхайм       | Итого            | Итого            | 56   | 5    | 6     | 0     | 8         | 1         | 70    | 6     |
| Всего за карьеру | Всего за карьеру | Всего за карьеру | 56   | 5    | 6     | 0     | 8         | 1         | 70    | 6     |

1. ↑  Кубок Германии
2. ↑  Лига Европы УЕФА

## Достижения

### Командные
«Бавария»
- Обладатель Суперкубка Германии: 2025